# NeoOffice
NeoOffice – wersja pakietu biurowego OpenOffice.org dla systemu operacyjnego OS X. NeoOffice wykorzystuje środowisko Java oraz Carbon i Cocoa. Podstawą różniącą NeoOffice od OpenOffice.org jest fakt natywnego użycia interfejsu Aqua z OS X. OpenOffice.org wykorzystuje X Window System, przez co nie zachowuje się do końca jak natywna aplikacja napisana na Apple OS X. Ostatnią wersją NeoOffice jest wersja 3.0 która odczytuje format OpenDocument i jest dostępna w wersji na procesory IBM PowerPC i Intel x86.